# Diócesis de Iași
La diócesis de Iași (en latín: Dioecesis Iasensis y en rumano: Dieceza de Iași) es una circunscripción eclesiástica de la Iglesia católica en Rumania. Se trata de una diócesis latina, sufragánea de la arquidiócesis de Bucarest. Desde el 6 de julio de 2019 su obispo es Iosif Păuleţ.

## Territorio y organización

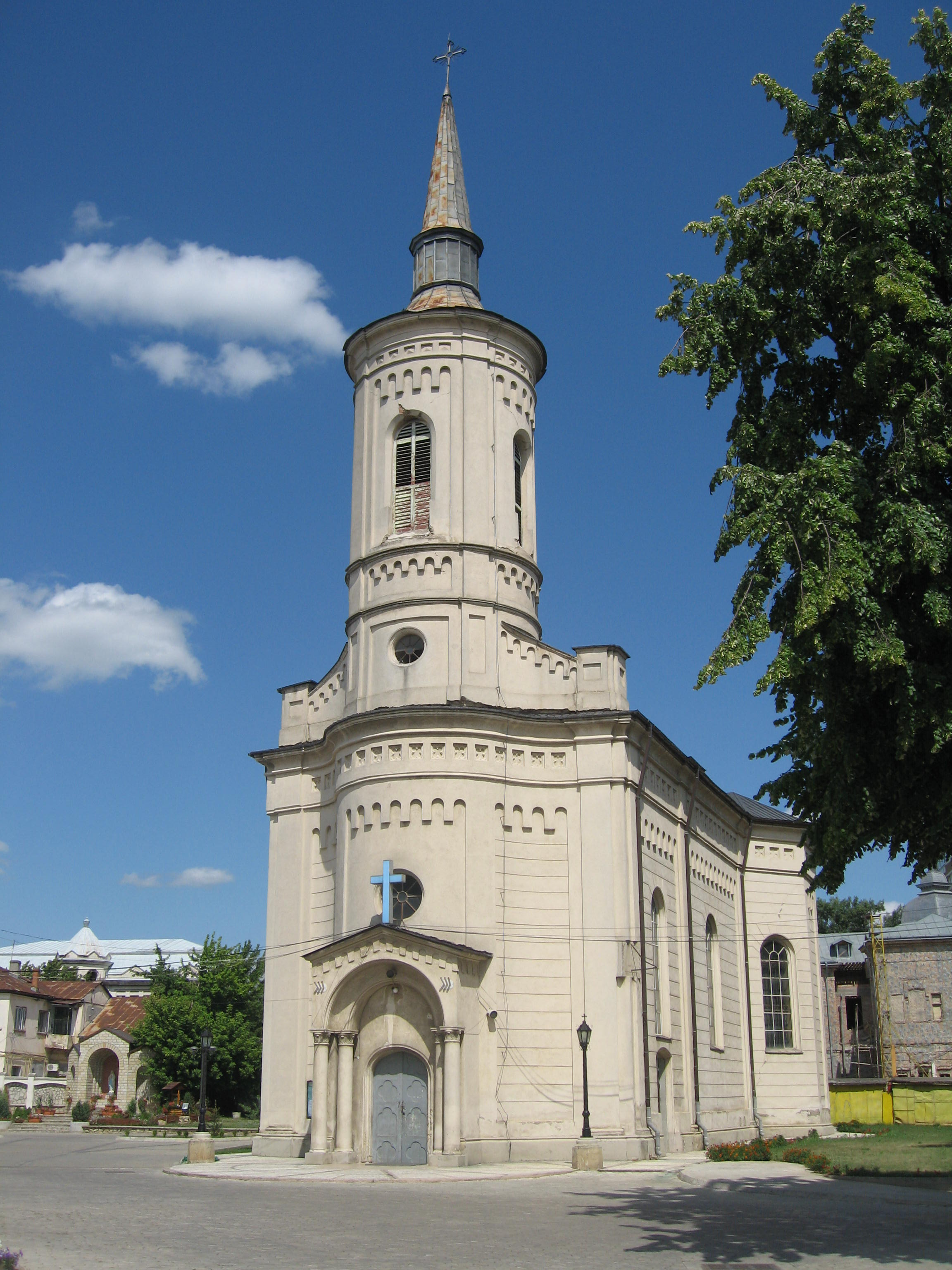
Iglesia de la Asunción, antigua catedral de Iași

La diócesis tiene 46 378 km² y extiende su jurisdicción sobre los fieles católicos de rito latino residentes en los distritos de Suceava, Botoșani, Neamț, Iași, Bacău, Vaslui, Vrancea y Galați.
La sede de la diócesis se encuentra en la ciudad de Iași, en donde se halla la Catedral de Nuestra Señora Reina. 
En 2023 en la diócesis existían 160 parroquias.

## Historia
En el territorio de la diócesis actual se erigió la primera diócesis católica rumana en 1227, la diócesis de Cumania, destruida por la gran invasión mongola de 1241. En 1371 se erigió la diócesis de Siret (1371-1434, destruida por los otomanos), en 1418 la diócesis de Baia (1413-1523), y en 1607 la diócesis de Bacău (1607-1818). Los misioneros que trabajaron fueron monjes franciscanos, jesuitas y dominicos de Italia, Polonia y Hungría. 
El vicariato apostólico de Moldavia fue erigido en 1818 sobre las cenizas de la suprimida diócesis de Bacău. Desde entonces la actividad de los misioneros católicos en Moldavia se coordinó desde Iași.
El 27 de junio de 1884 mediante el breve Quae in christiani del papa León XIII, el vicariato apostólico fue elevado a diócesis y tomó su nombre actual. Originalmente la diócesis estaba inmediatamente sujeta a la Santa Sede.
El 2 de agosto de 1921, mediante el decreto Quum nonnullae, incorporó parte del territorio de la diócesis de Tiráspol entre los ríos Prut y el Dniéster, que tras los tratados de paz de la Primera Guerra Mundial había pasado a encontrarse en el Reino de Rumania por cesión del Imperio ruso en 1918.
El 5 de junio de 1930, tras el concordato entre la Santa Sede y el Gobierno rumano, mediante la bula Solemni Conventione del papa Pío XI, la Bucovina rumana fue sustraída de la jurisdicción de los arzobispos de Leópolis y anexada al territorio de la diócesis de Iași, que simultáneamente se convirtió en sufragánea de la arquidiócesis de Bucarest.
Durante el régimen comunista, el obispo Anton Durcovici encontró la muerte en la prisión de Sighet el 10 de diciembre de 1951 y la diócesis fue sede vacante hasta 1990. El 31 de octubre de 2013 el papa Francisco autorizó la promulgación del decreto relativo a su martirio, estableciendo así que Durcovici murió in odium fidei.
Después de la Revolución rumana de 1989 la Iglesia católica pudo funcionar más libremente y el 14 de marzo de 1990 fue nombrado un obispo luego de cuatro décadas de vacancia. El 28 de octubre de 1993 mediante el decreto Quo aptius la diócesis cedió la parte de su territorio incorporada a la Unión Soviética en junio de 1940 para la erección de la administración apostólica de Moldavia (hoy diócesis de Chisináu).
Tierra de misión de los obispos católicos de Hungría, Transilvania, Polonia y más tarde Rumania, las tierras de la actual diócesis de Iași se han visto afectadas durante mucho tiempo por la competencia entre diferentes entidades eclesiásticas. Desde que se organizó la diócesis, la Iglesia católica ha optado por favorecer la rumanización de las parroquias locales, especialmente en referencia a los católicos húngaros llamados ciangos.

## Estadísticas
Según el Anuario Pontificio 2024 la diócesis tenía a fines de 2023 un total de 171 141 fieles bautizados.
| Año                                                                             | Población            | Población | Población      | Sacerdotes | Sacerdotes    | Sacerdotes    | Bautizados por sacerdote | Diáconos permanentes | Religiosos | Religiosos | Parroquias |
| Año                                                                             | Bautizados católicos | Total     | % de católicos | Total      | Clero secular | Clero regular | Bautizados por sacerdote | Diáconos permanentes | Varones    | Mujeres    | Parroquias |
| ------------------------------------------------------------------------------- | -------------------- | --------- | -------------- | ---------- | ------------- | ------------- | ------------------------ | -------------------- | ---------- | ---------- | ---------- |
| 1949                                                                            | 140 000              | 4 000     | 3.5            | 98         | 46            | 52            | 1428                     |                      |            |            | 109        |
| 1970                                                                            | 199 766              | 4 145 096 | 4.8            | 153        | 100           | 53            | 1305                     |                      | 53         |            | 77         |
| 1974                                                                            | 221 335              | 4 145 096 | 5.3            | 145        | 97            | 48            | 1526                     |                      | 48         |            | 104        |
| 1988                                                                            | 265 500              | 4 488 500 | 5.9            | 191        | 155           | 36            | 1390                     |                      | 40         | 24         | 98         |
| 1999                                                                            | 267 731              | 5 145 000 | 5.2            | 249        | 187           | 62            | 1075                     |                      | 441        | 389        | 122        |
| 2000                                                                            | 264 717              | 4 887 995 | 5.4            | 273        | 207           | 66            | 969                      |                      | 255        | 380        | 124        |
| 2001                                                                            | 264 380              | 4 852 213 | 5.4            | 278        | 210           | 68            | 951                      |                      | 261        | 411        | 125        |
| 2002                                                                            | 268 291              | 4 861 103 | 5.5            | 303        | 226           | 77            | 885                      |                      | 314        | 437        | 126        |
| 2003                                                                            | 250 284              | 4 837 203 | 5.2            | 318        | 230           | 88            | 787                      |                      | 321        | 454        | 126        |
| 2004                                                                            | 258 913              | 4 301 490 | 6.0            | 319        | 233           | 86            | 811                      |                      | 288        | 467        | 126        |
| 2006                                                                            | 255 798              | 4 762 085 | 5.4            | 364        | 248           | 116           | 702                      |                      | 325        | 463        | 130        |
| 2013                                                                            | 234 211              | 4 272 000 | 5.5            | 411        | 296           | 115           | 569                      |                      | 284        | 461        | 143        |
| 2016                                                                            | 226 628              | 4 359 223 | 5.2            | 393        | 297           | 96            | 576                      |                      | 222        | 419        | 149        |
| 2019                                                                            | 214 300              | 4 445 000 | 4.8            | 453        | 325           | 128           | 473                      |                      | 218        | 385        | 157        |
| 2021                                                                            | 175 825              | 4 359 162 | 4.0            | 456        | 327           | 129           | 385                      |                      | 193        | 365        | 158        |
| 2023                                                                            | 171 141              | 4 291 680 | 4.0            | 447        | 326           | 121           | 382                      |                      | 177        | 339        | 160        |
| Fuente: Catholic-Hierarchy, que a su vez toma los datos del Anuario Pontificio. |                      |           |                |            |               |               |                          |                      |            |            |            |

## Episcopologio
- Giovanni Filippo Paroni, O.F.M.Conv. † (26 de junio de 1818-1825 renunció)
- Bonaventura Zabberoni, O.F.M.Conv. † (19 de julio de 1825-30 de julio de 1826 falleció)
  - Aloisio Landi † (?-22 de enero de 1829 falleció)
  - Carlo Magni † (1832-1838 renunció)
- Pietro Raffaele Arduino, O.F.M.Conv. † (25 de septiembre de 1838-30 de enero de 1843 nombrado obispo de Alghero)
- Paolo Sardi, O.F.M.Conv. † (7 de abril de 1843-9 de noviembre de 1848 falleció)
- Antonio de Stefano, O.F.M.Conv. † (28 de agosto de 1849-27 de noviembre de 1859 renunció)
  - Sede vacante (1859-1864)
- Giuseppe Salandari, O.F.M.Conv. † (22 de abril de 1864-29 de diciembre de 1873 falleció)
- Antonio Maria Grasselli, O.F.M.Conv. † (14 de abril de 1874-22 de diciembre de 1874 nombrado vicario apostólico de Estambul)
- Ludovico Marangoni, O.F.M.Conv. † (22 de diciembre de 1874-21 de septiembre de 1877 nombrado obispo de Chioggia)
- Fidelis Dehm, O.F.M.Conv. † (31 de diciembre de 1877[7]-1880 renunció)
- Nicolae Iosif Camilli, O.F.M.Conv. † (16 de septiembre de 1881-6 de mayo de 1894 renunció)
- Dominique Jacquet, O.F.M.Conv. † (8 de enero de 1895-1903 renunció[nota 2])
- Nicolae Iosif Camilli, O.F.M.Conv. † (30 de agosto de 1904-17 de enero de 1916 renunció) (por segunda vez)
  - Sede vacante (1916-1920)
- Alexandru Theodor Cisar † (22 de abril de 1920-12 de diciembre de 1924 nombrado arzobispo de Bucarest)
- Mihai Robu † (7 de mayo de 1925-27 de septiembre de 1944 falleció)
  - Sede vacante (1944-1947)[nota 3]
- Beato Anton Durcovici † (30 de octubre de 1947-20 de diciembre de 1951 falleció)
  - Sede vacante (1951-1990)
- Petru Gherghel (14 de marzo de 1990-6 de julio de 2019 retirado)
- Iosif Păuleţ, desde el 6 de julio de 2019